# Escut de Vilafant
L'escut oficial de Vilafant té el següent blasonament:
Escut caironat truncat: d'atzur i d'or, ressaltant sobre el tot un colom d'argent amb una palla d'or al bec. Per timbre, una corona de poble.

## Història
Va ser aprovat el 5 de setembre del 2003 i publicat al DOGC el 28 d'octubre del mateix any amb el número 3997.
L'ocell amb la palleta al bec és un senyal tradicional de l'escut de Vilafant, igual com els esmalts atzur i or. L'escut va començar a aparèixer al començament del segle xix, i s'hi representava un colom volant amb un ram d'olivera al bec.